# Zacarías de Vizcarra
Zacarías de Vizcarra y Arana (Abadiano, Vizcaya, 4 de noviembre de 1879-Madrid, 18 de septiembre de 1963) fue un presbítero católico español, considerado impulsor del término «Hispanidad». Consiliario general de Acción Católica Española desde 1944. En 1947 fue consagrado como obispo titular de Ereso.

## Biografía

### Primeros años
Nació el 4 de noviembre de 1879 en la localidad vizcaína de Abadiano. Su padre fue un carlista, cercano al pretendiente Carlos VII.
En septiembre de 1891 se difundió el Prospecto primero destinado a captar la primera promoción de alumnos becarios, de entre doce y catorce años, que debían inaugurar el seminario pontificio de Comillas, y el Zacarías de Vizcarra fue uno de los más de quinientos candidatos niños que fueron examinados y reconocidos en las casas de la Compañía de Jesús más cercanas a sus domicilios, teniendo la suerte de ser seleccionado, formando parte de aquellos primeros cincuenta y cuatro jóvenes españoles que se incorporaron a Comillas a principios de enero de 1892. Culminó sus estudios en 1906, una vez reconocido en 1904 el seminario como Universidad Pontificia Comillas. Vizcarra fue ordenado presbítero el 31 de marzo de 1906 y se mantuvo vinculado a Comillas a través de “Unión Fraternal” y su revista. Al terminar sus estudios hubo de servir como voluntario durante cuatro años en su diócesis. Su lengua materna era el euskera.
En 1910 su nombre comenzó a ser conocido en toda España al publicarse una Cartilla de Acción Católica (Vitoria, Imprenta de Fuertes y Marquínez, 1910, 51 páginas), que el periódico El Siglo Futuro fue reproduciendo también por entregas entre septiembre y diciembre de 1910. En 1911 publicó Cristauaren dotrinaco liburu chiquia (en castellano Catecismo breve de la doctrina cristiana) un breve catecismo en euskera de  24 páginas, del que apareció al año siguiente versión en español. El 3 de marzo de 1912 el joven sacerdote Vizcarra abandonó Vitoria camino de Biarritz y en noviembre se trasladó a la Argentina, república donde había de permanecer durante veinticinco años.

### Estancia en Argentina y difusión del concepto de «hispanidad»
Allí ejerció de capellán de la potentada familia Pereyra Iraola. Tuvo a su cargo la erección de la Basílica del Sagrado Corazón en Buenos Aires, financiada por la familia Pereyra Iraola. Zacarías de Vizcarra fue profesor de los Cursos de Cultura Católica, que se iniciaron en 1922, en los que reemplazó en 1923 al padre jesuita José Ubach en el curso de Filosofía e inició la explicación del «Dogma y moral para la catequesis». En 1925 fue Vizcarra reemplazado en el curso de Filosofía por el padre jesuita José María Blanco, y ese año dictó tres lecciones especiales sobre el «Patriotismo».
Vizcarra fue uno de los autores españoles junto a Ramiro de Maeztu y Manuel García Morente que desarrollaron el hispanoamericanismo en la primera mitad del siglo xx buscando la superación del eurocentrismo y una reacción al desastre del 98.
En 1926 publicó en Buenos Aires el artículo «La Hispanidad y su verbo» donde proponía sustituir el término «Raza» por el de «Hispanidad». Fue el por entonces embajador español en Buenos Aires Ramiro de Maeztu —que establecería una relación de amistad con Vizcarra— el encargado de divulgar el término, tanto a través de la revista Acción Española, como en su obra Defensa de la Hispanidad. Maeztu atribuyó erróneamente a Vizcarra la creación del término, que ya existía en el diccionario de la Real Academia Española y cuyo uso por parte del intelectual Miguel de Unamuno —aunque con un significado diferente— predaba al de Vizcarra.
Para Vizcarra, la sustitución del concepto de raza por el de hispanidad evitaba que se señalaran diferencias incómodas entre los diversos elementos que integran a las naciones hispánicas, él explicaba 

La Hispanidad es un nombre de «familia», de una gran familia de veinte naciones hermanas, que constituyen una «unidad» superior a la sangre, al color y a la raza de la misma manera que la ‘Cristiandad’ expresa la unidad de la familia cristiana, formada por hombres y naciones de todas las razas, y la ‘Humanidad’ abarca sin distinción a todos los hombres de todas las razas, como miembros de una sola familia humana. Es una denominación que a todos honra y a nadie humilla.

Activo polemicista de ideas tradicionalistas, fue impulsor de la revista Criterio, de cuño católico integrista, cuyo primer número apareció el 8 de marzo de 1928, de la que fue colaborador, asesor y censor eclesiástico, junto con el presbítero Restituto Pruneda, y que se constituyó como radiador del pensamiento de los elementos nacionales, católicos y antiliberales del clero de Argentina.
En 1934 fue Zacarías de Vizcarra uno de los principales organizadores, en calidad de prosecretario, del XXXII Congreso Eucarístico Internacional, celebrado en Buenos Aires, que fue el primero que tuvo lugar en Hispanoamérica, y el segundo en un país hispano, tras el de Madrid en 1911.

### Regreso a España
En 1937 vuelve a España colaborando con el Cardenal Gomá en la reorganización de la Acción Católica Española, de la que en 1944 fue nombrado consiliario general. Fue un destacado propagandista de esta organización como fórmula para fomentar la piedad y la colaboración de los laicos con la Jerarquía eclesiástica. Además, como director del Instituto de Cultura Superior Religiosa, establecido en Madrid, orientó la formación de los católicos españoles. Entre sus obras destaca, al hilo de su principal encargo, un Curso de Acción Católica.
En los complejos años de la posguerra, Vizcarra, partidario de la colaboración con el Estado, tuvo que intervenir para defender ante las autoridades otro principio que consideró irrenunciable: la legítima participación de los laicos católicos en la vida pública. El conflicto estuvo motivado por el intento de censurar un semanario de la Hermandad Obrera de Acción Católica.
También fue primer consiliario de los Cursillos de Cristiandad. 
En 1941 puso en marcha la revista Ecclesia, de la que fue el primer director (enero-abril de 1941).
Fue electo el 2 de abril de 1947 como obispo auxiliar de Toledo y obispo de la sede virtual de Ereso, tomando posesión el 22 de junio de 1947, consagrado por Enrique Plá y Deniel.
Vizcarra falleció en la Mutual del Clero de Madrid —donde había sido hospitalizado a causa de una afección bronquial— el 18 de septiembre de 1963.

## Obras
Breve catecismo en euskera (Cristiñavaren Jaquinbide Labustua), 1911.
- Vasconia españolísima. Datos para comprobar que Vasconia es reliquia preciosa de lo más español de España, Editorial Tradicionalista de San Sebastián, 1939, donde asegura que el euskera fue la lengua de buena parte de la España indígena prerromana, que los vascos son herederos directos del pueblo cántabro.
- Curso de Acción Católica, Instituto de Cultura Religiosa Superior, Madrid, 1942.

## Distinciones
- Gran Cruz de la Orden de Isabel la Católica (1956)[17]